# Expo 2012
Expo 2012 (Koreaans: 2012 여수세계박람회) was een Wereldtentoonstelling die van 12 mei tot 12 augustus 2012 werd gehouden in Yeosu, een stad in Zuid-Korea.
Meer dan 100 landen namen deel aan de wereldtentoonstelling, waaronder Nederland en België.
De mascottes van Expo 2012 waren Yeonu (symboliseert de blauwe oceaan) en Suny (symboliseert het leven in de oceaan en op het land).